# Peter Simon Pallas
Peter Simon Pallas (Berlijn, 22 september 1741 – Berlijn, 8 september 1811) was een Pruisisch natuuronderzoeker, zoöloog, botanicus, geoloog en ontdekkingsreiziger.

## Biografie

### Studietijd
Peter Simon Pallas was de zoon van een hoogleraar in de chirurgie. Hij volgde aanvankelijk privélessen, maar volgde later colleges in de geneeskunde aan de Universiteit van Halle en de Universiteit van Göttingen. In 1760 vervolgde hij zijn studie aan de Universiteit Leiden, alwaar hij op 19-jarige leeftijd zijn doctoraal geneeskunde behaalde met de publicatie De infestis viventibus intra viventia.
Na zijn studie reisde Pallas door Nederland en Groot-Brittannië, waar hij zijn kennis van de geneeskunde vergrootte. Hij ging in Den Haag wonen, waar hij een systeem opzette voor de classificatie van dieren. Hier schreef hij ook Miscellanea Zoologica (1766), waarin hij beschrijvingen gaf van diverse gewervelde dieren die nog niet eerder wetenschappelijk beschreven waren. Hij baseerde dit werk op eerdere bevindingen in Nederlandse museumcollecties.

### Terug naar Pruisen
Na zijn verblijf in Nederland was Pallas van plan naar zuidelijk Afrika af te reizen, maar zijn vader wilde dat hij terugkwam naar Berlijn. Daar begon hij aan zijn tweede belangrijke werk, Spicilegia Zoologica (1767-80).

### Hoogleraar in Rusland

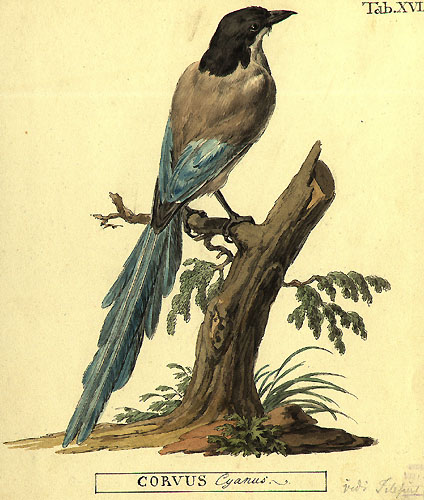
Door Pallas gemaakte afbeelding van de blauwe ekster (Cyanopica cyanus), door hem beschreven in 1776.

In 1767 werd Pallas door Catharina de Grote uitgenodigd om hoogleraar te worden aan de Keizerlijke Academie van Wetenschappen en Schone kunsten in Sint-Petersburg. Pallas ging op deze uitnodiging in en leidde tussen 1769 en 1774 een expeditie naar Siberië om natuurhistorische specimens te verzamelen. Hij bezocht het noordelijke gedeelte van de Amoer, de Kaspische Zee, de Oeral en het Baikalmeer.
Tussen 1793 en 1794 leidde hij een tweede expeditie, ditmaal naar Zuid-Rusland, waar hij de Zwarte Zee en de Krim bezocht.
In 1772 werd Pallas attent gemaakt op een 700 kg zwaar brok metaal dat gevonden was in de omgeving van de stad Krasnojarsk. Pallas liet het zware object overkomen naar Sint-Petersburg. Na diverse analyses van het metaal bleek het om een nieuw type steenijzer-meteoriet te gaan. Sindsdien heet dit type meteoriet pallasiet.

## Zijn betekenis als taxonoom
Pallas beschreef diverse soorten dieren. Zo zijn er 94 vogelsoorten waarvan hij de soortauteur is, en daarnaast is hij de naamgever van onder meer de gewone sachembij (Anthophora plumipes) en de veldmuis (Microtus arvalis). Bij wijze van eerbetoon zijn er dieren naar hem vernoemd, zoals de Pallas' boszanger (Phylloscopus proregulus), Pallas' rietgors (Emberiza pallasi), Pallas' groefkopadder (Gloydius halys), Pallas' kat (Otocolobus manul) en de Mongoolse fluithaas (Ochotona pallasi).
Pallas is vermoedelijk de eerste natuuronderzoeker die de verwantschap van organismen vergeleek met een boom met zijtakken (boom van het leven of: 'Tree of Life'). Hij publiceerde echter geen afbeelding.
- Bibsys: 90595764
- Biblioteca Nacional de España: XX1058770
- Bibliothèque nationale de France: cb11918476b (data)
- Author citation (botany): Pall.
- CiNii: DA02204952
- Gemeinsame Normdatei: 118591371
- International Standard Name Identifier: 0000 0001 1071 4152
- Library of Congress Control Number: n50051789
- Nationale Bibliotheek van Letland: 000342547
- Nationale Bibliotheek van Tsjechië: nlk20010096416
- Nationale bibliotheek van Australië: 35406761
- Nationale Bibliotheek van Israël: 987007296121105171
- Nationale Bibliotheek van Polen: a0000002850300
- Nederlandse Thesaurus van Auteursnamen: 070244456
- Russische Staatsbibliotheek: 000034762
- Istituto Centrale per il Catalogo Unico: RAVV064532
- LIBRIS: 350194
- SNAC: w65x2f0t
- Système universitaire de documentation: 027056422
- Museum of New Zealand Te Papa Tongarewa: 50340
- Trove: 941601
- Virtual International Authority File: 76321022
- WorldCat: E39PBJjhyQwqhQvGWQTR68rTHC